# Soubey
Soubey je obec ve švýcarském kantonu Jura. Žije zde 126 obyvatel.

## Geografie

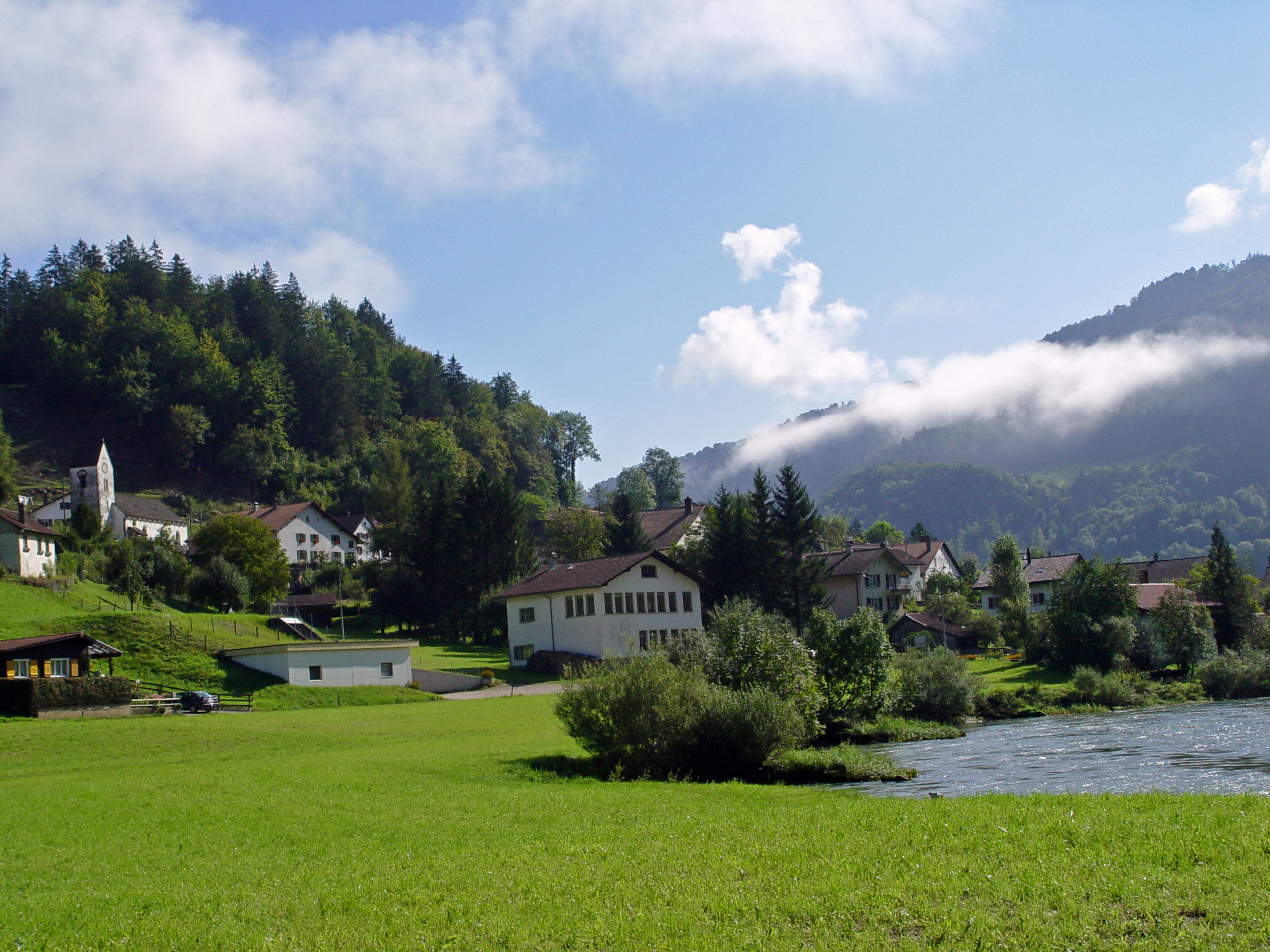
Soubey

Soubey leží v nadmořské výšce 476 m, vzdušnou čarou 7 kilometrů severovýchodně od okresního městečka Saignelégier a 10 km jihozápadně od Saint-Ursanne. Zemědělská obec leží v údolí řeky Doubs po obou březích řeky, která se hluboko zařezává do pohoří Jura.
Území obce o rozloze 13,5 km² zahrnuje část regionu Clos du Doubs. Hluboké údolí řeky Doubs má až 500 metrů vysoké údolní svahy, které jsou zčásti pokryty loukami, zčásti lesem a na některých místech protkány skalními výchozy. Samotnou řeku Doubs obvykle doprovází 200 až 300 m široká plochá záplavová oblast. Na jihu se území obce rozprostírá po úbočí Côte au Bouvier a dosahuje nejvyššího bodu Soubey ve výšce 910 m n. m. v lokalitě Rouges Roches. Na severu se území rozkládá na hřebeni Clos du Doubs (až 899 m n. m.) s výšinami Pâture des Plains, Péture des Laives a Pâture d’Amont. V roce 1997 tvořila 2 % rozlohy obce zastavěná plocha, 59 % lesy a lesní porosty, 37 % zemědělské plochy a něco málo přes 2 % neproduktivní půda.
Soubey zahrnuje vesnice Lobchez (483 m n. m.) na pravém (jižním) břehu Doubs západně od obce, Chercenay (575 m n. m.) a Froidevaux (678 m n. m.), obě na terasách na severním svahu údolí Doubs, Clairbié (482 m n. m.) přímo na francouzské hranici, 4,5 km proti proudu řeky od Soubey, a četné jednotlivé farmy. Sousedními obcemi Soubey jsou Saignelégier, Les Enfers, Montfaucon a Clos du Doubs v kantonu Jura a Burnevillers a Indevillers v sousední Francii.

## Historie
První zmínka o obci pochází z roku 1340 pod názvem Subeis; obec patřila k farnosti Chercenay. V roce 1369 byla obec zmíněna jako Subiez. Již v roce 1139 je ve vsi Chercenay zmiňována kaple. V dřívějších dokumentech se jako Soubey objevují také vesnice Froidevaux a Lobchez. Vesnice spadala pod pravomoc probošta ze Saint-Ursanne. V letech 1793–1815 patřilo Soubey k Francii a zpočátku bylo součástí départementu du Mont-Terrible, od roku 1800 bylo připojeno k départementu Haut-Rhin. Na základě rozhodnutí Vídeňského kongresu byla obec v roce 1815 převedena do kantonu Bern a poté 1. ledna 1979 do nově založeného kantonu Jura.
Vzhledem k tomu, že Soubey patří k několika málo lokalitám ve Švýcarsku bez mobilního signálu a jiného elektromagnetického záření, je vyhledáváno turisty z celého světa.

## Obyvatelstvo
| Vývoj počtu obyvatel | Vývoj počtu obyvatel | Vývoj počtu obyvatel | Vývoj počtu obyvatel | Vývoj počtu obyvatel | Vývoj počtu obyvatel | Vývoj počtu obyvatel | Vývoj počtu obyvatel | Vývoj počtu obyvatel | Vývoj počtu obyvatel | Vývoj počtu obyvatel | Vývoj počtu obyvatel | Vývoj počtu obyvatel | Vývoj počtu obyvatel | Vývoj počtu obyvatel | Vývoj počtu obyvatel | Vývoj počtu obyvatel | Vývoj počtu obyvatel |
| -------------------- | -------------------- | -------------------- | -------------------- | -------------------- | -------------------- | -------------------- | -------------------- | -------------------- | -------------------- | -------------------- | -------------------- | -------------------- | -------------------- | -------------------- | -------------------- | -------------------- | -------------------- |
| Rok                  | 1818                 | 1850                 | 1860                 | 1870                 | 1880                 | 1888                 | 1900                 | 1910                 | 1920                 | 1930                 | 1941                 | 1950                 | 1960                 | 1970                 | 1980                 | 1990                 | 2000                 |
| Počet obyvatel       | 345                  | 391                  | 369                  | 411                  | 417                  | 381                  | 352                  | 311                  | 326                  | 273                  | 265                  | 219                  | 187                  | 208                  | 157                  | 129                  | 136                  |

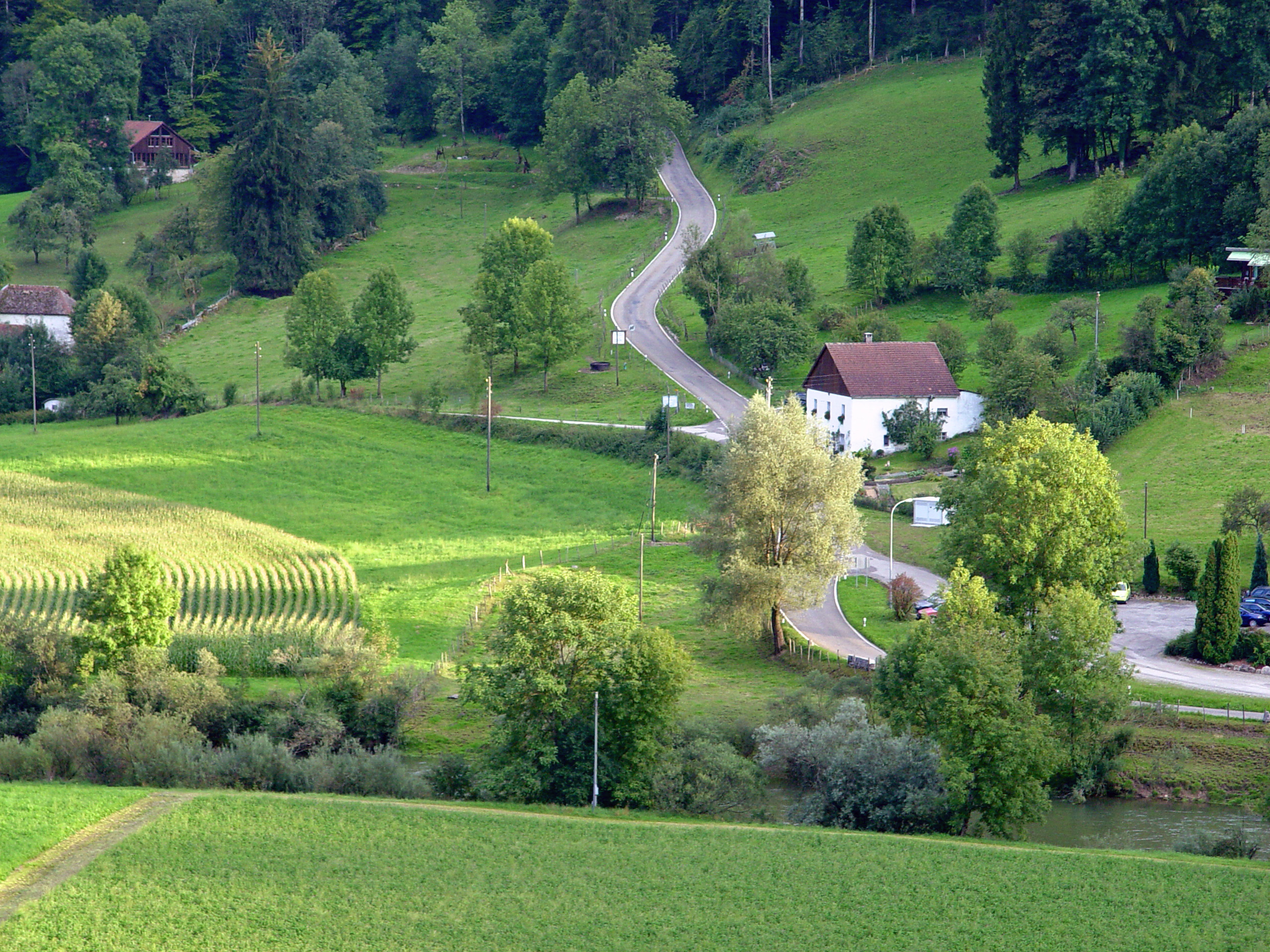
Farmářské domky

V důsledku silného vystěhovalectví byl v průběhu 20. století zaznamenán pokles obyvatel o přibližně 60 %. V roce 2014 zde žilo 134 obyvatel. Z celkového počtu obyvatel je více než 4,4 % cizí národnosti. Od roku 2000 do roku 2010 se počet obyvatel změnil o 5,5 %. 83,8 % obyvatel mluví francouzsky a 16,2 % německy (stav v roce 2000). V roce 2008 bylo z celkového počtu obyvatel 54,2 % mužů, a 45,2 % žen.

### Náboženství
Podle sčítání lidu z roku 2000 se 69,9 % obyvatelstva hlásilo k římskokatolické církvi. 20,6 % populace se hlásilo ke švýcarské reformované církvi. Zhruba 8 % lidí se označilo za nevěřící.

## Hospodářství
Soubey je stále silně zemědělskou obcí s chovem dobytka, produkcí mléka, některých plodin a ovocnářstvím na klimaticky příznivých slunných svazích vlevo od řeky Doubs. Mimo primární sektor je v obci jen několik pracovních míst v místních malých podnicích. Mnoho pracovních sil proto dojíždí za prací. Díky své poloze na řece Doubs těží Soubey z cestovního ruchu; údolí řeky je ideální pro kanoistiku, rybaření a dlouhé pěší túry.

## Doprava
Obec se nachází mimo hlavní silniční tahy, v blízkosti hlavní silnice č. 18 (7,8 km), která je dostupná přes Montfaucon; další silnice vede ze Saint-Ursanne do Soubey. Do Saint-Ursanne jezdí pravidelná autobusová linka. Nejbližší železniční stanice se nachází 1,2 km jižně od Montfauconu na železniční trati z Glovelier do La Chaux-de-Fonds.